# Beaver (Oklahoma)
Beaver – miasto w Stanach Zjednoczonych, w stanie Oklahoma, w hrabstwie Beaver.